# Trhový Štěpánov
Trhový Štěpánov – miasto w Czechach, w kraju środkowoczeskim, w powiecie Benešov.
Według danych z 1 stycznia 2024, liczba mieszkańców miasta wynosi 1520 osób (978. miejsce w kraju wśród miejscowości; 544. miejsce wśród miast).

## Demografia
| Rok             | 2008 | 2016 | 2024 |
| --------------- | ---- | ---- | ---- |
| Liczba ludności | 1320 | 1366 | 1520 |